# Kardung La
Der Kardung-Pass (auch Khardong Pass, Khardung La) liegt in der Ladakh Range im Distrikt Ladakh im Nordwesten Indiens und gehört zu den höchsten befahrbaren Gebirgspässen der Erde.
Von Leh (3500 m Meereshöhe) windet sich die größtenteils asphaltierte Straße 39 Kilometer lang zum Kardung-Pass, der das Industal mit dem vom Shyok durchflossenen Nubra-Tal verbindet. Wegen des Grenzkonflikts Indiens mit Pakistan und China (strategisch wichtiger Punkt ist der Siachen-Gletscher im Karakorum) wird die Straße fast ganzjährig vor allem für Militärfahrzeuge geräumt und offengehalten. Auf halber Strecke passiert man einen Kontrollpunkt der indischen Armee (South Pullu), wo dem Reisenden die Einreisepapiere abverlangt werden. (Den Permit bzw. die Reisegenehmigung für 14 Tage erhält man für ca. 600–700 Rupien über diverse Reisebüros in Leh.)
Weiter führt die Straße, die oft auch im Sommer durch Schneefälle und wegen der schlechten Bereifung der Fahrzeuge schwer passierbar ist, bis hinauf zur Passhöhe, von wo aus man den ersten Blick auf das Karakorum-Gebirge hat.

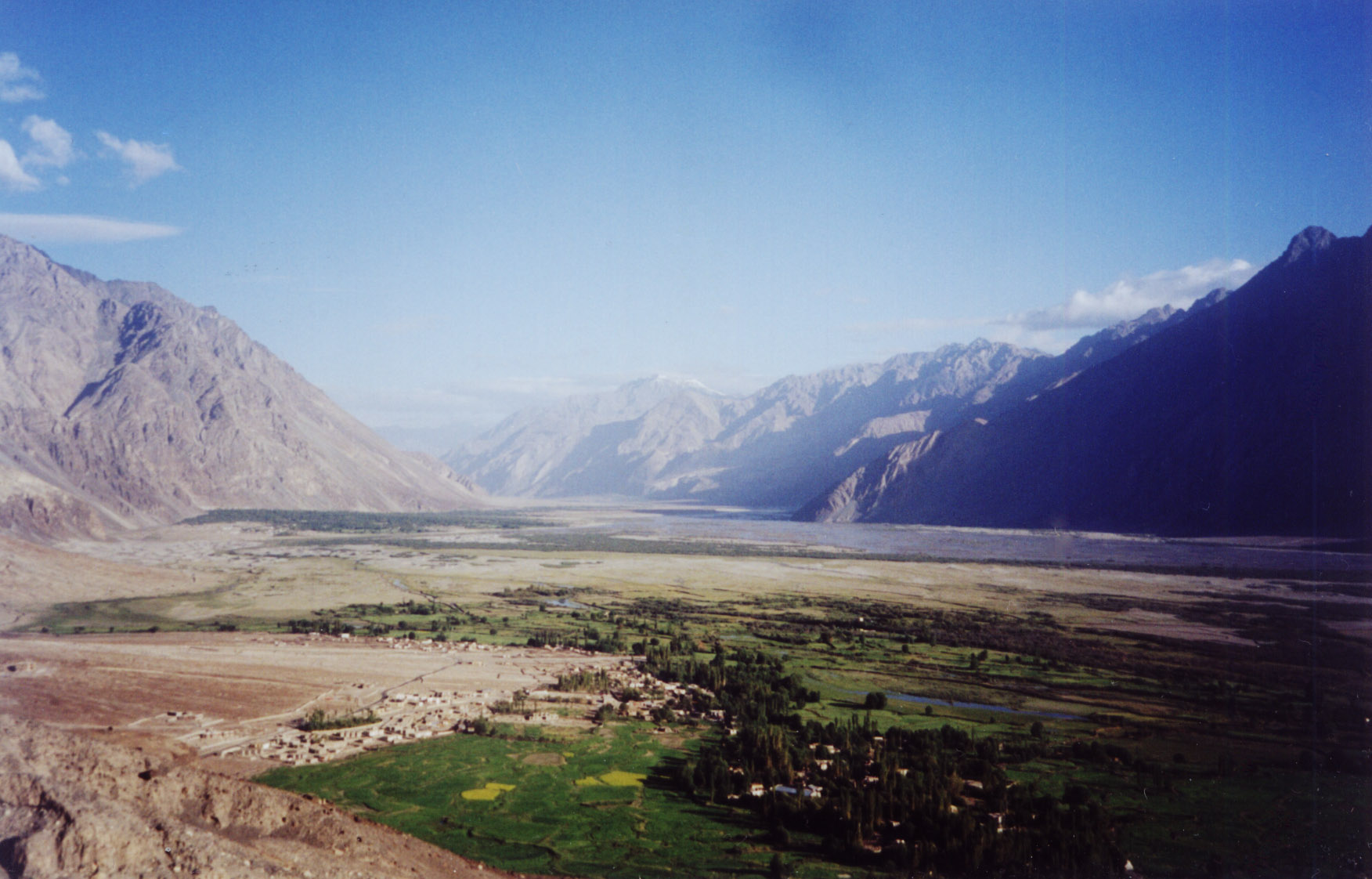
Nubra-Tal

Der erste Streckenabschnitt der Nordrampe des Passes ist im Winter in eine Schnee- und Eisflanke geschnitten. Nach kurzer Fahrt erreicht man den North Pullu, einen weiteren Kontrollpunkt der Armee. Nach mehreren Kilometern, in ca. 4300 m Seehöhe, leuchtet das Grün der Gerstenfelder rund um den Weiler Khardong, dem der Pass seinen Namen verdankt. Weiter talwärts erreicht man nach ca. halbstündiger Fahrt das Dorf Khalsar am wilden Shyok-Fluss mit einem weiteren Militärkontrollposten. Von da an führt die Straße entlang des Shyok zur Koyakbrücke, wo sie sich einerseits Richtung Panamik (Nubratal aufwärts Richtung Siachengletscher) und andererseits Richtung Diskit (Hauptort und Verwaltungszentrum des Nubra-Tales) und Hundar gabelt.

## Passhöhe und Disput

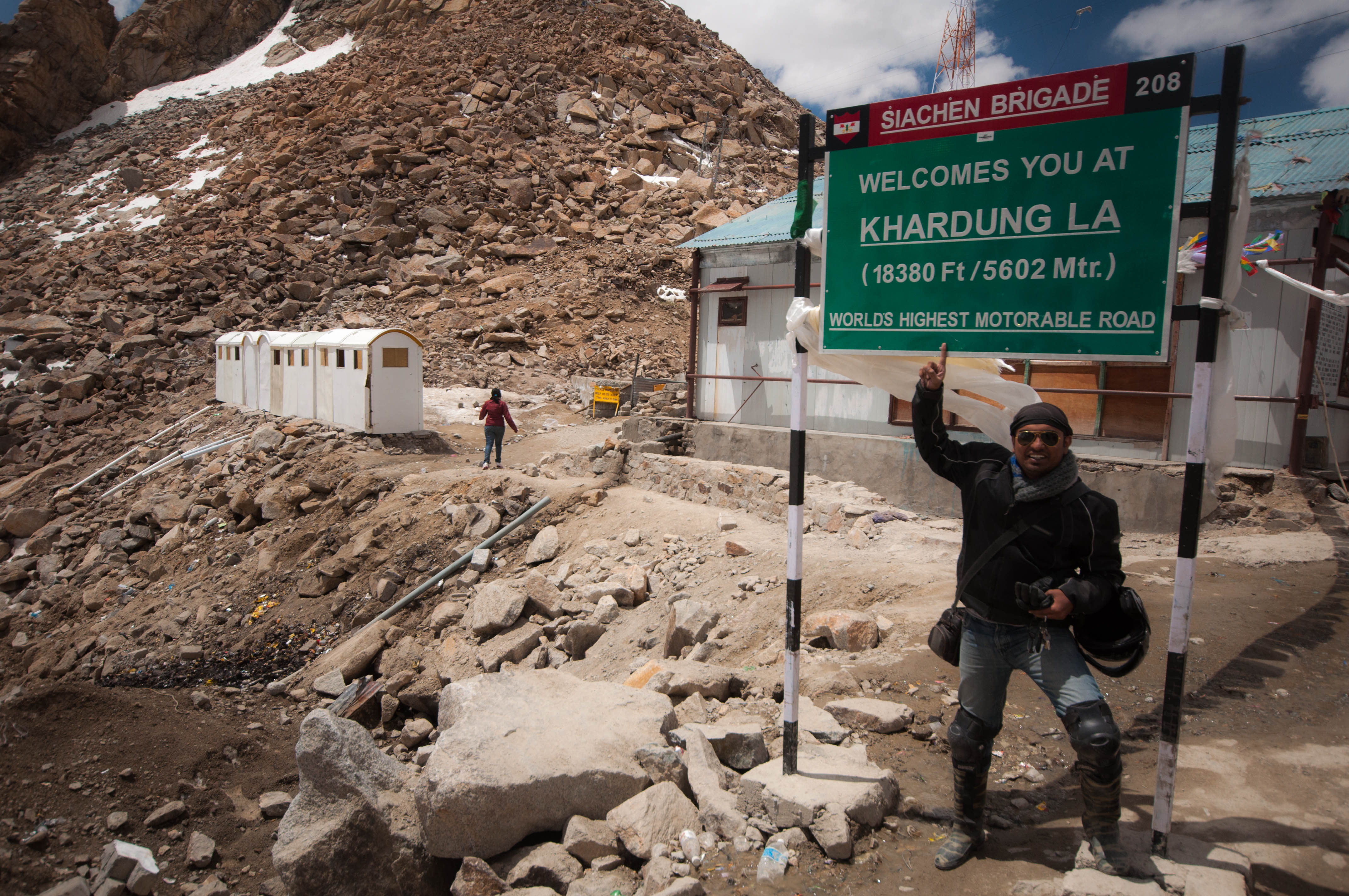
Lokales Schild mit fragwürdiger Passhöhe von.

Die Schilder auf dem Khardung La sowie Karten geben die Passhöhe mit 5602 m an. Unabhängige Messungen mit GPS und analogen Geräten verschiedener Reisender zeigen indes an, dass die wahre Passhöhe bei etwa 5359 m liegt. Zu einem ähnlichen Wert von 5350 m kommt man auch durch Analyse der SRTM-Daten.